# Анастасія Римська (молодша)
Анастасія Римська (грец. Ἀναστασία; ? — бл. 250 або 256) — християнська преподобномучениця. 

## Життєпис
Згідно з житієм, Анастасія була знатною дівчиною, що осиротіла в 3 роки. Виховувалася в жіночій християнській громаді в околицях Риму під наставництвом Софії. Вона була красивою, і багато знатних патриціїв звали її до себе, але Анастасія всім відмовляла. У віці 21 рік її привели до градоначальника Проба, перед яким вона відкрито визнала свою віру в Ісуса Христа і відкинула вимогу вклонитися язичницьким богам і вибрати собі знатного чоловіка. Проб виставив її голою перед народом, але Анастасія почала викривати градоначальника, і він піддав її катуванням. Її прив'язали до чотирьох стовпів вниз обличчям; під нею розпалили вогонь з сіркою і смолою і мучили її знизу вогнем і смердючим димом, а по спині били палицями. Далі мучитель наказав вирвати у неї з пальців нігті, потім відсікти її руки і ноги, а також вибити всі її зуби.
Житіє повідомляє, що, незважаючи на муки, Анастасія не припиняла сповідувати Христа і викривати Проба. Під час цих тортур християнин Кирило дав Анастасії води за що був страчений. Після тривалих мук святу обезголовили, а тіло кинули без поховання на поживу звірам. Однак її тіло було знайдене і поховане її наставницею Софією та іншими місцевими християнами.
У житіях смерть Анастасії Римлянини відноситься до часу правління різних імператорів: Діоклетіана (у розлогому житії Симеона Метафраста), або Деція і Валеріана (короткі житія з менологія Василя II і синаксара Константинопольської церкви X століття). Уже в ранніх агіографічних пам'ятках відбулося змішання історій Анастасії Римської (званої Старшою, жила у I столітті) і Анастасії Римської (званої Молодшою), що створює труднощі з ідентифікацією їх зображень, мощей та присвячених їм храмів.